# Castagneto Carducci-Donoratico
Castagneto Carducci-Donoratico (wł. Stazione di Castagneto Carducci-Donoratico) – przystanek kolejowy w Donoratico (gmina Castagneto Carducci), w prowincji Livorno, w regionie Toskania, we Włoszech. Znajduje się na linii Piza – Rzym. 
Według klasyfikacji RFI ma kategorię brązową.

## Linie kolejowe
- Linia Piza – Rzym